# Ділворт (Міннесота)
Ділворт (англ. Dilworth) — місто (англ. city) в США, в окрузі Клей штату Міннесота. Населення — 4612 особи (2020).

## Географія
Ділворт розташований за координатами 46°52′46″ пн. ш. 96°41′54″ зх. д. / 46.87944° пн. ш. 96.69833° зх. д. (46.879436, -96.698332).  За даними Бюро перепису населення США в 2010 році місто мало площу 8,59 км², з яких 8,57 км² — суходіл та 0,02 км² — водойми.

## Демографія
Згідно з переписом 2010 року, у місті мешкали 4024 особи в 1595 домогосподарствах у складі 1053 родин. Густота населення становила 468 осіб/км².  Було 1727 помешкань (201/км²).
Расовий склад населення:
| - 93,3 % — білих - 2,1 % — корінних американців - 0,8 % — азіатів - 0,5 % — чорних або афроамериканців - 1,2 % — осіб інших рас |

До двох чи більше рас належало 2,0 %. Частка іспаномовних становила 5,7 % від усіх жителів.
За віковим діапазоном населення розподілялося таким чином: 28,7 % — особи молодші 18 років, 59,6 % — особи у віці 18—64 років, 11,7 % — особи у віці 65 років та старші. Медіана віку мешканця становила 34,3 року. На 100 осіб жіночої статі у місті припадало 99,9 чоловіків;  на 100 жінок у віці від 18 років та старших — 95,2 чоловіків також старших 18 років.
Середній дохід на одне домашнє господарство  становив 58 769 доларів США (медіана — 49 886), а середній дохід на одну сім'ю — 68 257 доларів (медіана — 61 438). Медіана доходів становила 46 839 доларів для чоловіків та 36 308 доларів для жінок. За межею бідності перебувало 14,6 % осіб, у тому числі 17,2 % дітей у віці до 18 років та 4,3 % осіб у віці 65 років та старших.
Цивільне працевлаштоване населення становило 2162 особи. Основні галузі зайнятості: освіта, охорона здоров'я та соціальна допомога — 32,7 %, роздрібна торгівля — 9,4 %, оптова торгівля — 8,4 %, фінанси, страхування та нерухомість — 8,0 %.